# 円積問題

円積問題：この図の円と正方形は等積である。この図をコンパスと定規だけで（有限回の手続きにより）作図することは不可能である。

円積問題（えんせきもんだい）とは古代の幾何学者たちによって定式化された「与えられた長さの半径を持つ円に対し、定規とコンパスによる有限回の操作でそれと面積の等しい正方形を作図することができるか」という問題である。英語では円の正方形化 (えんのせいほうけいか、squaring the circle) とも呼ばれる。
この問題は有理数体から出発して、体のある元の平方根を追加して新しい体を得るという操作の有限回の繰り返しで円周率を含むような体が得られるか、と言い換えることができる。1882年に、円周率が超越数であることが示されたことにより、円積問題は実現不可能だと証明された。
一方、コンパスや定規以外の道具を用いて円を正方形化することや、コンパスと定規のみを用いて近似的な解を作図する方法が多く知られている。

## 歴史

部分的な解がいくつか発見されたこともあり、長年にわたって円積問題への肯定的な見込みが抱かれていた。上図では、影の部分の面積と三角形ABCの面積が等しい（ヒポクラテスの三日月）。

与えられた円に対し、それに近い面積の正方形を近似的に求める方法はバビロニアの数学者にも既に知られていた。紀元前1800年頃のエジプトのリンド数学パピルスには、直径が d の円の面積は 82/92 d 2 、即ち 64/81 d 2 だと記載されている。シュルバ・スートラにはインドの数学者による近似の手法（精度は劣るが）が記録されている。また、インドの数学者たちは与えられた正方形に対して、それに近い面積の円を近似的に作図する方法も与えている。
古代ギリシアで円の正方形化に最初に取り組んだのは、イオニア学派のアナクサゴラスだとされている。キオスのヒポクラテスは円積問題に取り組む過程で、いくつかの三日月形（2つの円弧で囲まれた領域）の正方形化を達成している。ソフィストのアンティポンは、円に内接する正多角形に注目した。多角形は正方形化できるので、円の内接多角形の辺の数を倍々に増やして円を正多角形で埋めつくせば円と同じ面積の正方形を求められると彼は主張した。それに対する懐疑的な見方は当時から存在し、ロドスのエウデモスは、"magnitudes cannot be divided up without limit, so the area of the circle will never be used up." （「数量というものは無限分割不可能なのであり、故にその円の面積は決して尽くされはしないのだ」）と反論した。円積問題はアリストパネスの喜劇『鳥』の中にまで登場している。
正方形化を定規とコンパスだけを使って作図する問題として提示したのはキオスのオイノピデスが最初だと考えられている。ジェームズ・グレゴリーは、1667年に「Vera Circuli et Hyperbolae Quadratura（円と双曲線の正方形化）」において、円積問題は不可能だと証明しようとした。結果的に彼の証明は間違っていたが、円積問題に対して初めて円周率 (π) の代数的な性質に基づいた議論を試みたものになった。1882年にフェルディナント・フォン・リンデマンが円周率の超越性を証明したことで、円積問題が不可能であることの厳密な証明が得られた。

## 不可能性の証明
与えられた円と等しい面積の正方形を作図するためには、単位長さに対して √π の長さを作図することが必要となる。π が代数的数（代数方程式の解となる複素数）ではなく超越数であることを示すことによって円積問題の不可能性が示される。実際、作図可能な数は代数的数になるので、円の正方形化が可能ならば円周率は代数的数だということになってしまう。円の正方形化の可能性は正方形の円化の可能性と同値なので、こちらの不可能性も示されたことになる。
ヨハン・ハインリッヒ・ランベルトは、1768年の論文で π が無理数であることを証明し、さらに、当時はまだ超越数の存在すら証明されていなかったが、π は超越数だろうと予想している。π が超越数であることは1882年にフェルディナント・フォン・リンデマンによって証明された。
制限を緩めて、コンパスや定規を仮想的に無限回使うことを認めたり、ある種の非ユークリッド空間で作図することを認めたりした場合には、円積問題の作図は可能になる。例えば、ユークリッド空間では正方形化は不可能な一方、ガウス・ボヤイ・ロバチェフスキーが提唱した双曲幾何学の空間では正方形化が可能となる。

## 近代の近似作図法
円積問題の作図は不可能だが、π にごく近い数を構成することで、与えられた円の面積を任意の精度で近似する正方形を作図することは可能になる。与えられた有理数の長さを持つ線分を作図するのには初等的な原理しか必要としない一方、このような方法による作図は得られる近似精度に比べて効率の悪い煩雑なものになりがちである。
円積問題の作図が不可能だと証明された後にも、円の正方形化の美しい近似法（つまり、同程度の精度の近似法のうちで特に単純なもの）を見つけることに精力を傾ける数学者がいた。
近代の近似作図法として、アーネスト・ウィリアム・ホブソンが1913年に考案したものが挙げられる。これは比較的正確な作図法で、π の近似値として3.14164079….（小数点以下4桁まで正確である）を用いるものである。
小数点以下6桁まで正確な次の近似値を用いた作図が、1913年にインドの数学者シュリニヴァーサ・ラマヌジャン、1963年にC・D・オールズ、1966年にマーティン・ガードナー、1982年にはB・ボールドによって、それぞれなされている：
{\displaystyle \pi \approx {\frac {355}{113}}=3.1415929203539823008\dots }
シュリニヴァーサ・ラマヌジャンは、1914年、小数点8桁まで正確な近似値
{\displaystyle \pi \approx \left(9^{2}+{\frac {19^{2}}{22}}\right)^{\tfrac {1}{4}}={\sqrt[{4}]{\frac {2143}{22}}}=3.1415926525826461253\dots }
を用いた作図を見出した。
ロバート・ディクソンは、1991年、小数点以下4桁の精度にすぎないがコハニスキの近似といわれる次の近似を用いて作図した：
{\displaystyle \pi \approx {\sqrt {{\frac {40}{3}}-2{\sqrt {3}}\ }}=3.141533\dots }

## 喩えとしての用法
円の正方形化が不可能だと数学的に証明されても、それを認めようとせず、何年も解法を求め続けた数学者も多かった。トマス・ホッブズも死ぬまでの24年間もの間、解法を得たと信じたため、否定したジョン・ウォリスを非難し続けた。英語圏では、square the circle（円を四角にする）という言葉を、不可能なことを企てる人の喩えとして用いる。